# Praha (Eslováquia)
Praha (em húngaro: Gácsprága) é um município da Eslováquia, situado no distrito de Lučenec, na região de Banská Bystrica. Tem 9,29 km² de área e sua população em 2018 foi estimada em 79 habitantes.

## Demografia
| Ano:        | 1994 | 2004    | 2014    | 2024    |
| ----------- | ---- | ------- | ------- | ------- |
| Broj ljudi: | 87   | 102     | 87      | 74      |
| Razlika:    |      | +17,24% | -14,70% | -14,94% |

| Ano:               | 2023 | 2024   |
| ------------------ | ---- | ------ |
| Número de pessoas: | 73   | 74     |
| Diferença:         |      | +1,36% |